# تروما (فیلم ۲۰۰۴)
تروما (انگلیسی: Trauma) فیلمی است که در سال ۲۰۰۴ منتشر شد.

## بازیگران
- کالین فرث
- برندا فریکر
- کنت کرانام
- منا سوواری
- نائومی هریس
- شان هریس